# Metro w Kaohsiungu
Metro w Kaohsiungu (chiński: 高雄大眾捷運系統) – system metra obejmujący metropolię Kaohsiung, na Tajwanie. Budowa metra rozpoczęła się w październiku 2001 roku. Linię czerwoną i pomarańczową otwarto odpowiednio w dniu 9 marca i 14 września 2008. Metro jest obsługiwane przez Kaohsiung Rapid Transit Corporation (KRTC; chiński: 高雄捷運公司) na podstawie umowy BOT podpisanej z rządem Kaohsiung.